# Pomérols
Pomérols es una comuna francesa situada en el departamento de Hérault, en la región de Occitania.

## Demografía
| 1273 | 1195 | 1125 | 1180 | 1584 | 1696 | 2148 |
| Para los censos de 1962 a 1999 la población legal corresponde a la población sin duplicidades (Fuente: INSEE [Consultar]) |      |      |      |      |      |      |